# Galar
|  | Per a altres significats, vegeu «Galar (Pokémon)». |

Galar és un municipi de Navarra, a la comarca de Cuenca de Pamplona, dins la merindad de Pamplona. Limita al nord amb Pamplona a l'est amb Aranguren, Noain, Beriain i Tiebas-Muru Artederreta al sud amb Ukar i Biurrun-Olcoz i a l'est amb Zizur Zendea i Zizur Nagusia.

## Composició
Està format pels concejos d'Arlegi, Cordovilla, Esquiroz/Eskirotz, Esparza de Galar, Salinas de Pamplona, Galar, Olaz-Subiza i Subiza i l'indret de Barbatain.
| Entitat de Població | Pob. (2006) |
| ------------------- | ----------- |
| Arlegui/Arlegi      | 85          |
| Cordovilla          | 238         |
| Esquiroz/Eskirotz   | 388         |
| Esparza de Galar    | 244         |
| Salinas de Pamplona | 173         |
| Galar               | 121         |
| Olaz-Subiza         | 30          |
| Subiza              | 161         |
| Barbatáin           | 7           |

## Demografia
| Evolució demogràfica                             | Evolució demogràfica | Evolució demogràfica | Evolució demogràfica | Evolució demogràfica | Evolució demogràfica | Evolució demogràfica | Evolució demogràfica | Evolució demogràfica | Evolució demogràfica | Evolució demogràfica |
| 1996                                             | 1998                 | 1999                 | 2000                 | 2001                 | 2002                 | 2003                 | 2004                 | 2005                 | 2006                 | 2007                 |
| ------------------------------------------------ | -------------------- | -------------------- | -------------------- | -------------------- | -------------------- | -------------------- | -------------------- | -------------------- | -------------------- | -------------------- |
| 1 032                                            | 1 066                | 1 102                | 1 154                | 1 233                | 1 256                | 1 306                | 1 342                | 1 408                | 1 456                | 1 515                |
| Fonts: Galar i Institut d'Estadística de Navarra |                      |                      |                      |                      |                      |                      |                      |                      |                      |                      |

## Topònim
El més probable és que el nom Galar designés originalment al poble de Galar i que fos aquest el qual prestés al seu torn el nom a la cendea, quan aquesta es va constituir cap al segle xv, a la fi de l'edat mitjana. La veritat és que en el segle xv la cendea és esmentada com a Esparza i els seus llogarets i és Esparza, no Galar, la qual ha exercit la capitalitat de la cendea durant molts anys. Dels pobles que formen la cendea, Galar no és el més proper a Pamplona, però si el qual més prop queda del Camí de Santiago al seu pas per la zona, sent aquesta una via de comunicació de vital importància en l'antiguitat.
L'origen del topònim sembla clarament basc. La paraula galar té dues accepcions en euskera: tronc mort en l'arbre i carbó de castanyer. A més d'aquest municipi de Galar i del concejo de Galar a Navarra, existeixen altres topònims bascos formats per la paraula galar i sufixos que indiquen abundància com Galarreta, Galarraga, Galarza o Galardia. El nom galar sembla indicar l'existència en el lloc d'abundant brancatge sec, sent potser un lloc utilitzat per a aprovisionar-se de llenya. L'altra accepció podria relacionar-se amb l'existència d'alguna galarra en el lloc, forns que s'utilitzaven per a la fabricació de carbó vegetal a partir de fusta de castanyer.